# Karl Neupert

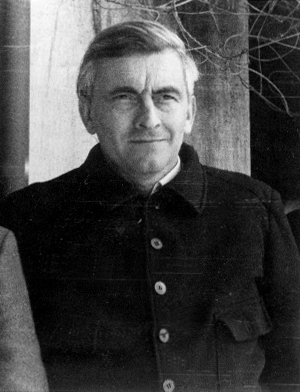
Karl Neupert um 1959

Karl Neupert (* 1. Oktober 1910 in Tanna; † 29. Dezember 1991 in Schnaittach) war ein deutscher Architekt und Raumplaner.

## Ausbildung und erste Berufstätigkeit
Nach der Volksschule absolvierte Neupert zunächst eine Ausbildung als Zimmermann und besuchte ab 1928 die Sächsische Staatsbauschule für Hochbau in Dresden. Anschließend studierte er mit Unterbrechungen zugunsten von beruflicher Tätigkeit zwischen 1931 und 1935 Architektur an der Staatlichen Hochschule für Baukunst in Weimar bei Paul Schultze-Naumburg und erwarb Ende April 1935 das dortige Diplom.
In den folgenden 20 Monaten wechselte er mehrfach den Arbeitsplatz: vom Anfang Mai bis Mitte Juni 1935 mit der Berechnung der Festsetzung von Friedensmieten bei der Stadt Weimar, dann bis Ende März 1936 in der Neubauleitung als Entwurfsarchitekt in Naumburg bzw. Weimar für das Heeresbauamt Naumburg / Saale. Ab dem 1. April 1936 arbeitete er für ein halbes Jahr als Entwurfsarchitekt bei der Bauleitung in Kiel des Marine-Standortbauamts Kiel, um für den Rest des Jahres 1936 als Entwurfsarchitekt im Luftkreiskommando VII Braunschweig tätig zu sein.
Nach der Machtübernahme Hitlers wurde Neupert Funktionär in der Deutschen Arbeitsfront DAF.

## Tätigkeit als Raumplaner und Siedlungsgestalter
Anfang 1937 wurde er Mitarbeiter in der Forschungsstelle für Siedlungsgestaltung des Reichsheimstättenamtes im Gau Sachsen in Dresden. Dort entwickelte er einen raumplanerischen Ansatz, der sich auf Theodor Fischer und insbesondere Heinz Wetzel berief. 1939 übernahm er von Georg Laub (einem Wetzel-Schüler) die Leitung der Abteilung Stadtplanung des Reichsheimstättenamtes in Berlin. Nach dem Beginn des Zweiten Weltkrieges legte Neupert mit seiner Planungsabteilung Pläne für die Besiedlung der deutschen Ostgebiete vor und trat so in Konkurrenz zum Planungsstab des Reichskommissars für die Festigung des deutschen Volkstums, in dem unter der Leitung von Konrad Meyer der Generalplan Ost ausgearbeitet wurde.
1941 wurden Neupert und seine Mitarbeiter zum Kriegsdienst eingezogen. Nach einer schweren Verwundung kehrte er im Februar 1944 nach Berlin zurück und erhielt dort als neuer „Sonderbeauftragter für das Siedlungswesen des Reichswohnungskommissars“ von Robert Ley umfassende Aufgaben übertragen:
- Leitung der Abteilung Siedlungsgestaltung in der Deutschen Akademie für Wohnungswesen e.V. (Forschungsaufgabe),
- Leitung der Abteilung Siedlungsplanung bei Reichswohnungskommissar (staatsrechtliche Kompetenzen),
- Leitung der Forschungsstelle für Siedlungsgestaltung im Reichsheimstättenamt (politische und baurechtliche Kompetenzen)
- Übernahme der Planung für die „Stadt des KdF-Wagens“ an Stelle des kriegsvermissten Peter Koller, der in sowjetische Gefangenschaft geraten war
- sowie ab Mai 1944 Übernahme der Planung für die „Stadt der KdF-Traktorenwerke“ (ebenfalls an Stelle von Peter Koller)

Nach Kriegsende übernahm er den elterlichen Baubetrieb im thüringischen Tanna, wurde in der SBZ/DDR aus politischen Gründen zwischen 1945 und 1960 dreimal verhaftet, jeweils für längere Zeit inhaftiert (zuletzt im Zuchthaus Waldheim) und flüchtete 1960 in die Bundesrepublik. Ab 1961 wurde er bis zu seiner Pensionierung 1975 Leiter der Forschungsstelle für Siedlungsgestaltung in der Wohnungskreditbauanstalt des Landes Schleswig-Holstein in Kiel.

## Veröffentlichungen (Auswahl)
- Städtebild und Landschaft (mit Max Reilinger, Hubert Grenzer, Helmut Wächter), Berlin : Verlag der deutschen Arbeitsfront GmbH, 1939
- Siedlungsgestaltung aus Volk, Raum und Landschaft, 9 Planungshefte, herausgegeben vom Reichsheimstättenamt der DAF, Berlin 1940/42
- Leben und Gestalt in Persönlichkeit und Gemeinschaft, Bauwerk und Raum, Kiel : Forschungsstelle für Siedlungsgestaltung, 1963
- Landesbauordnung und Baugestaltung, Kiel : Forschungsstelle für Siedlungsgestaltung, 1964
- Die Theorie der zentralen Orte und ihre Bedeutung für die Dezentralisation und die Neugestaltung der Siedlungslandschaft, Kiel : Forschungsstelle für Siedlungsgestaltung, 1967
- Rettet Friedrichstadt, jetzt!, Kiel : Forschungsstelle für Siedlungsgestaltung, 1972